# 456-та бригада транспортної авіації (Україна)
456-та бригада транспортної авіації імені Дмитра Майбороди (456 БрТрА, в/ч А1231) — авіаз'єднання Повітряних сил України. Бригада має на озброєнні військово-транспортні літаки Ан-26, гелікоптери Мі-8. Дислокується на авіабазі Гавришівка, Вінницька область. Структурно належить до Повітряного командування «Центр».
Бригада брала участь у війні на сході України, зокрема постачаючи повітряним шляхом забезпечення для частин української армії, які вели бої на російсько-українському кордоні в липні 2014 року.
Бригада носить ім'я Дмитра Майбороди — командира літака Ан-26, який загинув під час війни на сході України, Героя України.

## Історія
У вересні 1991 року 177-му окрему гвардійську транспортну авіаційну ескадрилью ВПС СРСР перетворили на 456-й окремий гвардійський авіаційний полк (456 осап, в/ч 45076). Присягу на вірність народу України полк склав на початку 1992 року.
В 1996 році Міністр оборони України Олександр Кузьмук випробував повітряний командний пункт Іл-22, що знаходився в бойовому складі полку.
У жовтні 2003 створено авіаційну транспортну бригаду, а 2007 року частина отримала поточну назву.
На початку 2008 року в рамках реалізації «Програми розвитку системи медичного забезпечення ЗС України на період до 2011 року» в складі бригади завершено формування змішаного авіаційно-транспортного підрозділу санітарної авіації. У його складі — авіаційний загін пошуково-рятувального і санітарно-транспортного забезпечення (4 літака Ан-26) і дві гелікоптерних санітарно-транспортні ланки (6 гелікоптерів Мі-8).
6 грудня 2010 року з'єднання отримало новий бойовий прапор.

### Війна на сході України
14 липня 2014 року транспортний літак Ан-26 бригади з бортовим номером 19 був збитий у Луганській області неподалік російсько-українського кордону на висоті 6,5 тис. метрів. Двоє членів екіпажу — підполковник Дмитро Майборода та помічник командира підполковник Дмитро Шкарбун, — загинули.
На початку січня 2020 року у складі бригади було сформовано 35-ту змішану авіаційну ескадрилью яка оперативно підпорядковується командуванню Сил спеціальних операцій. 80 % чисельності ескадрильї складають військовослужбовці 456-ї бригади. На озброєнні планується мати три типи авіаційної техніки — гелікоптери Мі-2 та Мі-8, літаки Ан-26, а згодом і бойові гелікоптери Мі-24.

## Льотний склад
03 грудня 2016 року, на військовому аеродромі Гавришівка, бригаді був урочисто переданий літак Ан-26 імені Героя України Дмитра Майбороди (б/н 35 «синій»).
1 грудня 2018 року бригада отримала відремонтований Мі-8МТ.
13 травня 2019 року 410-й завод цивільної авіації передав відновлений військово-транспортний літак Ан-26 для бригади.
6 грудня 2021 року, до 30-ї річниці створення Збройних сил України, на аеродромі смт Озерного Житомирської області 456-й бригаді транспортної авіації імені Дмитра Майбороди були передані відремонтовані гелікоптер Мі-8-МТВ-1 (б/н 36) та військово-транспортний літак Ан-26 (б/н 36).

## Структура
- управління (в тому числі штаб)
- транспортна авіаційна ескадрилья (Ан-24/-26)
- вертолітна ескадрилья (Мі-8, Мі-9)
- батальйон аеродромно-технічного забезпечення
- батальйону зв'язку та радіотехнічого забезпечення
- технічно-експлуатаційна частина авіаційної та автомобільної техніки:
  - група регламенту та ремонту літаків і вертольотів
  - група регламенту та ремонту авіаційних двигунів
- рота охорони
- пожежна команда
- медичний пункт[12]
- 35-та змішана авіаційна ескадрилья[7]

## Командири
- 2010—2019: полковник Нечипорук Олег Іванович[13][14]

## Традиції
22 серпня 2019 року президент України присвоїв бригаді почесне найменування: «імені Дмитра Майбороди».
Символіка
В кінці жовтня 2019 року, 456-та бригада отримала нову емблему. Нарукавний знак виконаний у кольорах притаманних авіації Повітряних Сил ЗС України. Знак виконано у вигляді геральдичного щита зі світло–сірим кантом. Центральним елементом є зображення сріблястого крилатого коня Пегаса.

## Оснащення
Тривалий час на зберіганні в бригаді знаходився унікальний повітряний командний пункт Іл-22 (заводський номер 2964017104, бортовий номер 75918) 1984 року випуску. Загалом з 1992 року цей Іл-22 провів у повітрі лише 3 години. Неодноразово піднімалось питання, щодо виділення коштів на відновлення цього літака. Проте через обмежене фінансування армії та зокрема військової авіації, кошти так і не були виділені. В 2014 році компанія «Укрспецекспорт» продала його одеській приватній фірмі «Інтертранс».

## Втрати
- 14 липня 2014 — Майборода Дмитро Олександрович, підполковник.
- 14 липня 2014 — Шкарбун Дмитро Павлович, підполковник.
- 29 червня 2017 — Керничний Максим Сергійович, прапорщик.